# Іван Княженко та Сірий Вовк 4
Іван Княженко та Сірий Вовк 4 (рос. Иван Царевич и Серый Волк 4) - російський мультиплікаційний пригодницький фільм студії "Мельница" і кінокомпанії СТВ. Прем'єра мультфільму відбулася 26 грудня 2019 року. В Україні стрічка в прокат не виходила. Мультфільм є продовженням мультфільмів Іван Княженко та Сірий Вовк, Іван Княженко та Сірий Вовк 2 та Іван Княженко та Сірий Вовк 3.

## Сюжет
У Тридев'ятому царстві настала весна, і цар збирає чергову державну раду, як Василіса, що раптом з'явилася, розповідає про міжнародний пісенний конкурс, який цього року проводиться в Трисімнадцятому царстві. Ведуча конкурсу, Аделаїда, з екрану самовара з сумом оголошує, що від Тридев'ятого царства заявки на участь не надходило, отже, там знову не знайшлося гідного виконавця. Обурений цар одразу вирішує відправити на конкурс Кота, який саме кричить на даху палацу, повідомляючи про майбутні зміни, зокрема, про настання березня місяця.
Іван, Василіса, Кіт та Вовк вирушають на конкурс. Через проблеми з магічними переміщеннями волею випадку Кіт отримує порядковий номер «1», і завтра на конкурсі має виступати найперший. Поки Василина і Кіт репетирують, Іван і Вовк вирішують тихо сходити в розвідку, щоб дізнатися про суперників. Тим часом на конкурс прибуває неймовірно пишний Павич Павлов у супроводі свого амбітного менеджера Ховраха. Запідозривши павича в обмані, Іван і Вовк вирішують підглянути за ним у замкову щілину, і дізнаються про якусь страшну таємницю, а їх здогад щодо обману підтверджується.
На конкурсі Кіт, напившись заспокійливого, успішно виконує пісню власного твору та проходить у фінал. Іван з Вовком за допомогою Василіси, газованої води та моржа Терентія змушують павича розкрити свій секрет: у нього в горлі сидів Соловей, який і співав, доки павич просто відкривав рота. Але виявляється, що всім обманом керувала королівська кобра, яка залякала і павича, і ховраха. Домовившись про участь у фіналі, кобра викрадає Василісу, щоб обміняти її на талант божественного співу.
Дізнавшись про викрадення, на місце подій прибуває цар. Приспавши Івана, герої підглядають за його снами: уві сні Іван бачиться з Василісою, яка розповідає, що там, де вона знаходиться, на небі бузкові хмари. Цар здогадується, що йдеться про казки Сходу. Іван з Вовком вирушають на пошуки царівни, і перетинають пустелю, по дорозі зустрівшись зі сфінксом, що загадав їм загадку, відповіді на яку він і сам не знає.
Василіса прокидається в розкішному східному палаці і знайомиться з султаном Алі. Він має унікальну колекцію людських якостей, але немає найголовнішого — щирого і чистого кохання. Алі хоче забрати кохання у Івана та Василіси, але нічого не виходить, а потім і сам Алі закохується у ведучу пісенного конкурсу Аделаїду. Вовк, скориставшись якістю проникливості, розкриває план кобри — загіпнотизувати всіх людей світу під час фіналу конкурсу, коли всі телевізійні камери будуть спрямовані на неї.
Герої повертаються на конкурс і намагаються протистояти планам кобри. Зрештою, їм це вдається, поставивши перед коброю дзеркало, від чого вона загіпнотизувала сама себе. В цей же час за лаштунками цар, Кіт і Соловей, напившись молока, вирішують заспівати разом просто так, від душі, але випадково виграють конкурс, коли Аделаїда переставляє сцену з ними в зал для глядачів.
Герої повертаються додому до Тридев'ятого на дирижаблі, а вовк розгадує загадку сфінкса, і відправляє йому листа з відгадкою.

## У ролях
| Актор                                 | Роль                                             |
| ------------------------------------- | ------------------------------------------------ |
| Микита Єфремов                        | Іван Княженко                                    |
| Олександр Боярський                   | Сірий Волк / солоні огірки                       |
| Тетяна Буніна                         | Василіса                                         |
| Іван Охлобистін                       | Цар                                              |
| Михайло Боярський                     | Кіт учений                                       |
| Равшана Куркова                       | Аделаїда Чар                                     |
| Дмитро Высоцький                      | Ферапонт                                         |
| Олег Кулікович                        | Алі                                              |
| Сергій Д'ячков                        | Ховрах                                           |
| Максим Сєргєєв                        | павич Паоло                                      |
| Марія Цвєткова-Овсяннікова            | кобра Анак-Кракатау / тітка Дуня / тітка Дун'яра |
| Максим Сєргєєв Сергій Волчков (вокал) | Соловей                                          |
| Михайло Хрустальов                    | кореспондент                                     |
| Анатолій Петров                       | Хтось                                            |
| Катерина Гороховська                  | Чапля                                            |
| Валентин Морозов                      | Сфінкс                                           |
| Олександр Деміч                       | світлячок Ілларіон                               |
| Георгій Гаглоєв Артем Шевельов        | Жаби                                             |

## Зовнішні посилання
- "Иван Царевич и серый волк" на сайті студії "Млин"
- Іван Княженко та Сірий Вовк на Kino4ua